# ヤン・ドンイ
ヤン・ドンイ（韓国語: 양동이, ラテン文字転写: Yang Dongi、1984年12月7日 - ）は、韓国の男性総合格闘家。ソウル出身。コリアン・トップチーム所属。

## 来歴
2007年6月2日、総合格闘家デビュー。
2007年8月5日、DEEP初参戦となったDEEP 31 IMPACTで高森啓吾にパウンドによるTKO勝ち。
2008年8月24日、戦極に初参戦し戦極 〜第四陣〜でパウエル・ナツラと対戦。ナツラが2ラウンドに金的攻撃を主張し、股間を押さえてひざまついたところ、レフェリーに戦意喪失と判断されたことによるレフェリーストップでTKO勝ち。
2008年12月14日、HEAT8に参戦し総合ルール ヘビー級トーナメント1回戦で野地竜太と対戦。バックマウントからのパウンド連打でTKO勝ち。
2009年3月28日にはHEAT9で戦闘竜との準決勝が予定されていたが、負傷により欠場した。
2010年10月23日、UFC初参戦となったUFC 121でクリス・カモージーと対戦し、1-2の判定負け。キャリア初黒星となった。

## 戦績
| 総合格闘技 戦績 | 総合格闘技 戦績 | 総合格闘技 戦績 | 総合格闘技 戦績 | 総合格闘技 戦績 | 総合格闘技 戦績 | 総合格闘技 戦績 |
| --------------- | --------------- | --------------- | --------------- | --------------- | --------------- | --------------- |
| 18 試合         | (T)KO           | 一本            | 判定            | その他          | 引き分け        | 無効試合        |
| 14 勝           | 13              | 1               | 0               | 0               | 0               | 0               |
| 4 敗            | 1               | 0               | 3               | 0               | 0               | 0               |

| 勝敗 | 対戦相手             | 試合結果                      | 大会名                                                              | 開催年月日     |
| ×    | カルリ・ギブレイン   | 1R 4:24 KO（パンチ）          | Double G FC 2                                                       | 2019年3月30日  |
| ○    | ポール・チェン       | 1R 2:06 KO（パンチ）          | Double G FC 1                                                       | 2018年11月18日 |
| ○    | ジェイク・コリアー   | 2R 1:50 TKO（パウンド）       | UFC Fight Night: Henderson vs. Masvidal                             | 2015年11月28日 |
| ○    | デニス・ホールマン   | 1R 3:25 TKO（パウンド）       | Top FC 6: Unbreakable Dream                                         | 2015年4月5日   |
| ○    | キム・ジェヨン       | 2R 4:06 TKO（パウンド）       | Top FC 1: Original                                                  | 2013年6月29日  |
| ×    | ブラッド・タヴァレス | 5分3R終了 判定0-3             | UFC on Fuel TV 3: Korean Zombie vs. Poirier                         | 2012年5月15日  |
| ×    | コート・マッギー     | 5分3R終了 判定0-3             | UFC Fight Night: Shields vs. Ellenberger                            | 2011年9月17日  |
| ○    | ロブ・キモンズ       | 2R 4:47 TKO（マウントパンチ） | UFC Live: Sanchez vs. Kampmann                                      | 2011年3月3日   |
| ×    | クリス・カモージー   | 5分3R終了 判定1-2             | UFC 121: Lesnar vs. Velasquez                                       | 2010年10月23日 |
| ○    | ビル・ソーレス       | 1R 1:07 TKO（パウンド）       | Trench Warz 12: Battle Brawl                                        | 2010年5月21日  |
| ○    | 野地竜太             | 2R 3:46 TKO（パウンド）       | HEAT8 【総合ルール ヘビー級トーナメント 1回戦】                     | 2008年12月14日 |
| ○    | パウエル・ナツラ     | 2R 2:15 TKO（金的攻撃）       | 戦極 〜第四陣〜                                                     | 2008年8月24日  |
| ○    | 高森啓吾             | 1R 1:57 TKO（パウンド）       | DEEP 31 IMPACT                                                      | 2007年8月5日   |
| ○    | 濱田順平             | 1R 3:56 TKO（パウンド）       | CMAフェスティバル2 美濃輪育久デビュー10周年記念大会                 | 2007年7月23日  |
| ○    | イ・チャンソブ       | 3R 4:56 TKO（パンチ連打）     | Super Sambo Festival                                                | 2007年6月24日  |
| ○    | カク・ユンソブ       | 2R 2:35 TKO（パンチ連打）     | WXF: North Jeolla MMA Championships 【ヘビー級トーナメント 決勝】   | 2007年6月2日   |
| ○    | イ・ドゥルヒ         | 1R 1:36 TKO（パンチ連打）     | WXF: North Jeolla MMA Championships 【ヘビー級トーナメント 準決勝】 | 2007年6月2日   |
| ○    | イ・ヒョンギョ       | 1R 1:40 三角絞め              | WXF: North Jeolla MMA Championships 【ヘビー級トーナメント 1回戦】  | 2007年6月2日   |

## 獲得タイトル
- WXFヘビー級トーナメント 優勝（2007年）

## 表彰
- 柔道 黒帯三段
- テコンドー 黒帯二段